# Claude Servais Mathias Pouillet
Claude Servais Mathias Pouillet, francoski fizik, * 16. februar 1791, Cuzance, Doubs, Francija, † 14. junij 1868, Pariz.

## Življenje in delo
Pouillet je med letoma 1837 in 1838 neodvisno od Johna Herschla (1792–1871) meril izsevano toploto s Sonca. Njegova vrednost je bila približno za polovico manjša od dejanske, ker velikosti absorpcije v ozračju v tedanjem času še niso dobro poznali in so jo zadovoljivo izmerili do leta 1888 in 1904. Pouillet je z Dulong-Petitovim zakonom nepravilno ocenil temperaturo površine Sonca na okoli 1800 °C. To vrednost je na 5430 °C leta 1879 popravil Jožef Stefan (1835–1893).
Pouilletovi deli sta med drugimi O elektriki v ozračju (On atmospheric electricity), (London 1832) in Éléments de physique expérimentale et de météorologie, (Pariz 1856).